# Engelhardtia spicata
Engelhardtia spicata là một loài thực vật có hoa trong họ Juglandaceae. Loài này được Lechen ex Blume mô tả khoa học đầu tiên năm 1826.